# Cratichneumon petulcus
Cratichneumon petulcus är en stekelart som först beskrevs av Cresson 1877.  Cratichneumon petulcus ingår i släktet Cratichneumon och familjen brokparasitsteklar. Inga underarter finns listade i Catalogue of Life.